# Campionati mondiali di sollevamento pesi Vienna 1911
I Campionati mondiali di sollevamento pesi 1911, 18ª edizione della manifestazione, si disputarono a Vienna dal 29 giugno al 2 luglio 1911.

## Titoli in palio
Si assegnarono titoli nelle quattro categorie sotto elencate.
| Categoria    | Eventi      |
| ------------ | ----------- |
| Pesi piuma   | 60 kg       |
| Pesi leggeri | 70 kg       |
| Pesi medi    | 80 kg       |
| Pesi massimi | Oltre 80 kg |

## Medagliere
| Posiz. | Nazione  | Oro | Argento | Bronzo | Totale |
| ------ | -------- | --- | ------- | ------ | ------ |
| 1      | Austria  | 4   | 3       | 4      | 11     |
| 2      | Svizzera | 0   | 1       | 0      | 1      |
| Totale | Totale   | 4   | 4       | 4      | 12     |